# هینتربروهل
هینتربروهل (به آلمانی: Hinterbrühl) یک شهر در اتریش است که در ناحیه مودلینگ و در ۱۷ کیلومتری جنوب غرب وین واقع شده‌است. هینتربروهل ۳٬۹۵۲ نفر جمعیت دارد (آمار ژانویه ۲۰۲۰).